# Grand Prix automobile d'Afrique du Sud 1992
GP précédent GP suivant
Le Grand Prix automobile d'Afrique du Sud 1992 (Yellow Pages South African Grand Prix), disputé le 1er mars 1992 sur le circuit du Kyalami près de Johannesburg, est la 517e épreuve du championnat du monde de Formule 1 courue depuis 1950. Il s'agit de la vingt-deuxième édition du Grand Prix d'Afrique du Sud comptant pour le championnat du monde de Formule 1, la dix-neuvième disputée à Kyalami et la première manche du championnat 1992.

## Classement
| Pos. | No | Pilote               | Écurie               | Tours | Temps/Abandon                      | Grille | Points |
| ---- | -- | -------------------- | -------------------- | ----- | ---------------------------------- | ------ | ------ |
| 1    | 5  | Nigel Mansell        | Williams-Renault     | 72    | 1 h 36 min 45 s 320 (190,248 km/h) | 1      | 10     |
| 2    | 6  | Riccardo Patrese     | Williams-Renault     | 72    | + 24 s 360                         | 4      | 6      |
| 3    | 1  | Ayrton Senna         | McLaren-Honda        | 72    | + 34 s 675                         | 2      | 4      |
| 4    | 19 | Michael Schumacher   | Benetton-Ford        | 72    | + 47 s 863                         | 6      | 3      |
| 5    | 2  | Gerhard Berger       | McLaren-Honda        | 72    | + 1 min 13 s 634                   | 3      | 2      |
| 6    | 12 | Johnny Herbert       | Lotus-Ford           | 71    | + 1 tour                           | 11     | 1      |
| 7    | 26 | Érik Comas           | Ligier-Renault       | 71    | + 1 tour                           | 13     |        |
| 8    | 10 | Aguri Suzuki         | Footwork-Mugen-Honda | 70    | + 2 tours                          | 16     |        |
| 9    | 11 | Mika Häkkinen        | Lotus-Ford           | 70    | + 2 tours                          | 21     |        |
| 10   | 9  | Michele Alboreto     | Footwork-Mugen-Honda | 70    | + 2 tours                          | 17     |        |
| 11   | 33 | Mauricio Gugelmin    | Jordan-Yamaha        | 70    | + 2 tours                          | 23     |        |
| 12   | 30 | Ukyo Katayama        | Venturi-Lamborghini  | 68    | + 4 tours                          | 18     |        |
| 13   | 7  | Eric van de Poele    | Brabham-Judd         | 68    | + 4 tours                          | 26     |        |
| Abd. | 3  | Olivier Grouillard   | Tyrrell-Ilmor        | 62    | Moteur                             | 12     |        |
| Abd. | 25 | Thierry Boutsen      | Ligier-Renault       | 60    | Moteur                             | 14     |        |
| Abd. | 22 | Pierluigi Martini    | BMS Dallara-Ferrari  | 56    | Embrayage                          | 15     |        |
| Abd. | 24 | Gianni Morbidelli    | Minardi-Lamborghini  | 55    | Moteur                             | 19     |        |
| Abd. | 21 | Jyrki Järvilehto     | BMS Dallara-Ferrari  | 46    | Transmission                       | 24     |        |
| Abd. | 23 | Christian Fittipaldi | Minardi-Lamborghini  | 43    | Panne électrique                   | 20     |        |
| Abd. | 4  | Andrea De Cesaris    | Tyrrell-Ilmor        | 41    | Moteur                             | 10     |        |
| Abd. | 27 | Jean Alesi           | Ferrari              | 40    | Moteur                             | 5      |        |
| Abd. | 28 | Ivan Capelli         | Ferrari              | 28    | Moteur                             | 9      |        |
| Abd. | 15 | Gabriele Tarquini    | Fondmetal-Ford       | 23    | Pression d'huile                   | 15     |        |
| Abd. | 16 | Karl Wendlinger      | March-Ilmor          | 13    | Pression d'huile                   | 7      |        |
| Abd. | 29 | Bertrand Gachot      | Venturi-Lamborghini  | 8     | Collision                          | 22     |        |
| Abd. | 20 | Martin Brundle       | Benetton-Ford        | 1     | Embrayage                          | 9      |        |
| Nq.  | 17 | Paul Belmondo        | March-Ilmor          |       | Non qualifié                       |        |        |
| Nq.  | 14 | Andrea Chiesa        | Fondmetal-Ford       |       | Non qualifié                       |        |        |
| Nq.  | 32 | Stefano Modena       | Jordan-Yamaha        |       | Non qualifié                       |        |        |
| Nq.  | 8  | Giovanna Amati       | Brabham-Judd         |       | Non qualifiée                      |        |        |
| Ex.  | 34 | Alex Caffi           | Andrea Moda-Judd     |       | Exclu                              |        |        |
| Ex.  | 35 | Enrico Bertaggia     | Andrea Moda-Judd     |       | Exclu                              |        |        |

## Pole position et record du tour
- Pole position : Nigel Mansell en 1 min 15 s 486 (vitesse moyenne : 203,211 km/h).
- Meilleur tour en course : Nigel Mansell  en 1 min 17 s 578 au 70e tour (vitesse moyenne : 197,731 km/h).

## Tours en tête
- Nigel Mansell : 72 (1-72)

## Statistiques
- 22e victoire pour Nigel Mansell.
- 52e victoire pour Williams en tant que constructeur.
- 32e victoire pour Renault en tant que motoriste.
- 1er Grand Prix pour Ukyo Katayama, Andrea Chiesa et Paul Belmondo.
- 1er Grand Prix pour Giovanna Amati (non qualifiée), première femme pilote de Formule 1 depuis Desiré Wilson en 1980.
- Les deux pilotes de l'écurie Andrea Moda Formula sont exclus pour non paiement de la caution d'engagement de leur écurie.